# AEG
Az AEG Aktiengesellschaft egyike volt a világ legnagyobb elektrotechnikai vállalatainak. A céget 1883-ban alapították Berlinben mint Deutsche Edison-Gesellschaft für angewandte Elektricität (Német-Edison-Vállalat az elektromosság alkalmazására) és néhány évvel később a Allgemeine Elektricitäts-Gesellschaft AG cégnéven bevezetett olyan termékeket az elektromos energiatechnikai termékeken kívül, mint az elektromos háztartási gépek, elektromos épületfűtő berendezéseket, villamosokat, villamos- és gőzmozdonyokat, valamint a NAG leányvállalatában gépjárműmotorokat és így tovább.
Az AEG 1982-ben kénytelen volt csődöt jelenteni és 1985-ben megvásárolta a Daimler-Benz AG. Végül 1996-ban fuzionált a Daimler-Benz leányvállalatával, és struktúráját tekintve a következő időkben Németország második legnagyobb elektromos csoportja (a Siemens után) és elkülönül minden megosztottság. Ma a AEG márka a svéd Electroluxé, és számos cégnek adják licenszbe az AEG márkanevet a „Electrolux Global Brand Licensing” licencek használatáról szóló szerződés alapján.

## Az AEG vezérigazgatói
| Igazgató                   | -tól          | -ig              |
| -------------------------- | ------------- | ---------------- |
| Emil Rathenau              | 1887          | 1915             |
| Felix Deutsch              | 1915          | 1928             |
| Hermann Bücher             | 1928          | 1946. január     |
| Walther Bernhard           | 1946. január  | 1947. május      |
| Friedrich Spennrath        | 1947. május   | 1955. december   |
| Hans C. Boden              | 1956. január  | 1961. február    |
| Hugo Bäurle (1912–1962)    | 1961. március | 1962. január     |
| Hans C. Boden              | 1962. február | 1962. szeptember |
| Hans Heyne                 | 1962. október | 1964. december   |
| Berthold Gamer (1914–1966) | 1965. január  | 1965. december   |
| Hans Bühler (1903–1997)    | 1966. január  | 1970. június     |
| Hans Groebe                | 1970. június  | 1976. július     |
| Walter Cipa (*1928)        | 1976. július  | 1980. január     |
| Heinz Dürr                 | 1980. február | 1990. december   |
| Ernst Georg Stöckl         | 1991. január  | 1996. szeptember |

## Termékek

### Irodatechnika

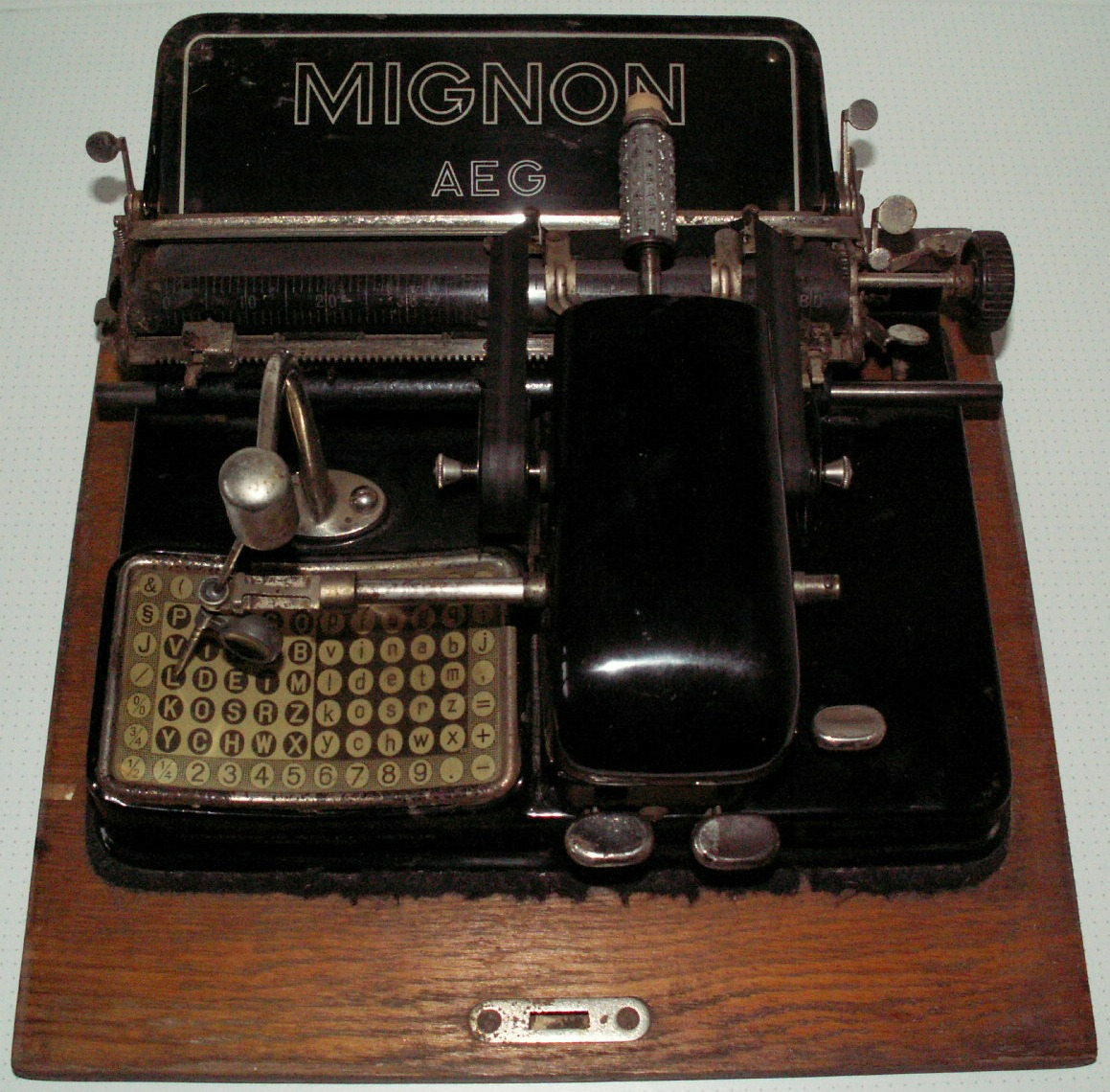
Zeigerschreibmaschine AEG Mignon (um 1930)
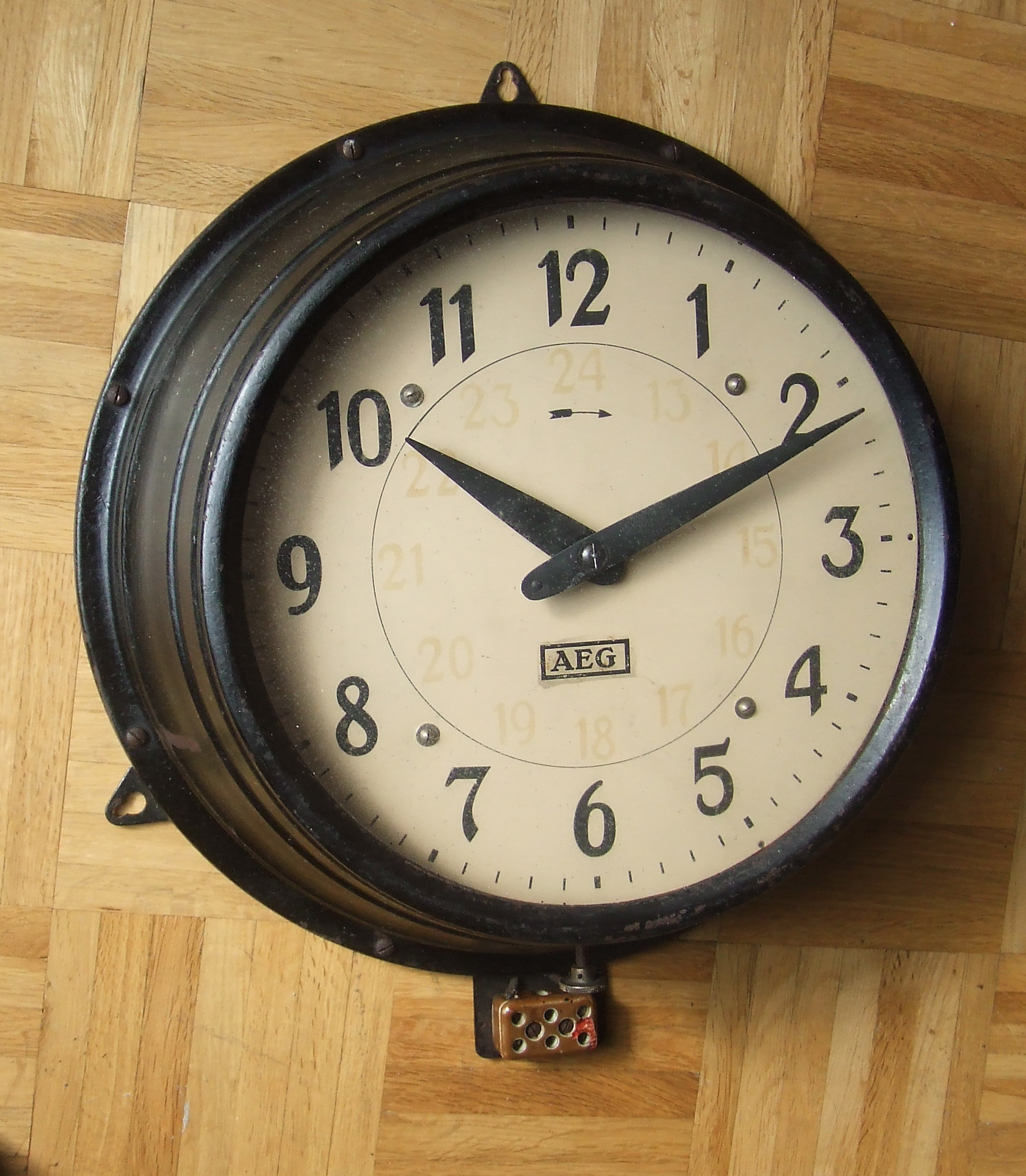
Műhelyóra(1910 körül) néhány darab a gyártmánysorukból, tervező: Peter Behrens

### Energiatechnika

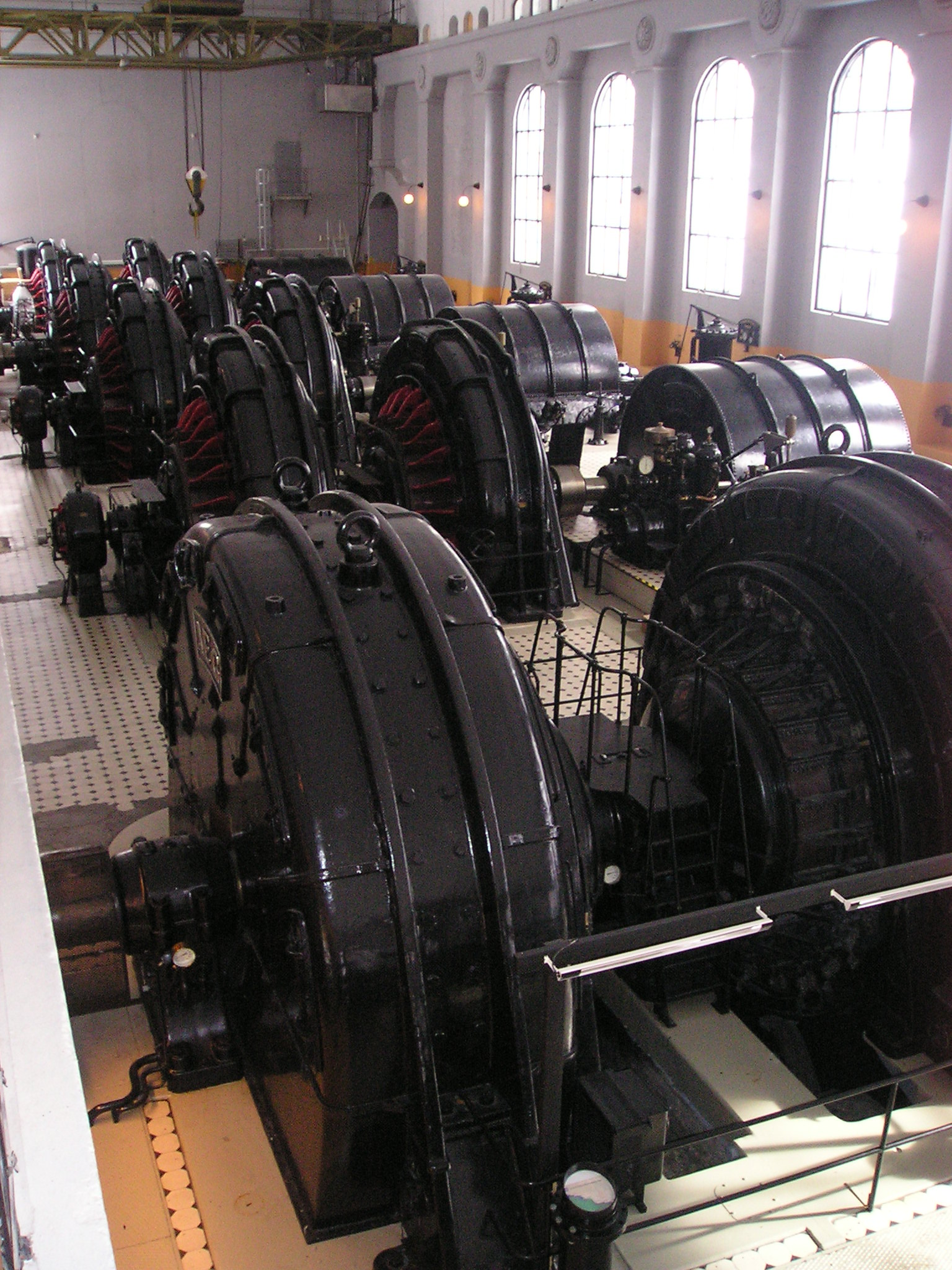
Vízturbina a Vemorki vízerőműben (1911)
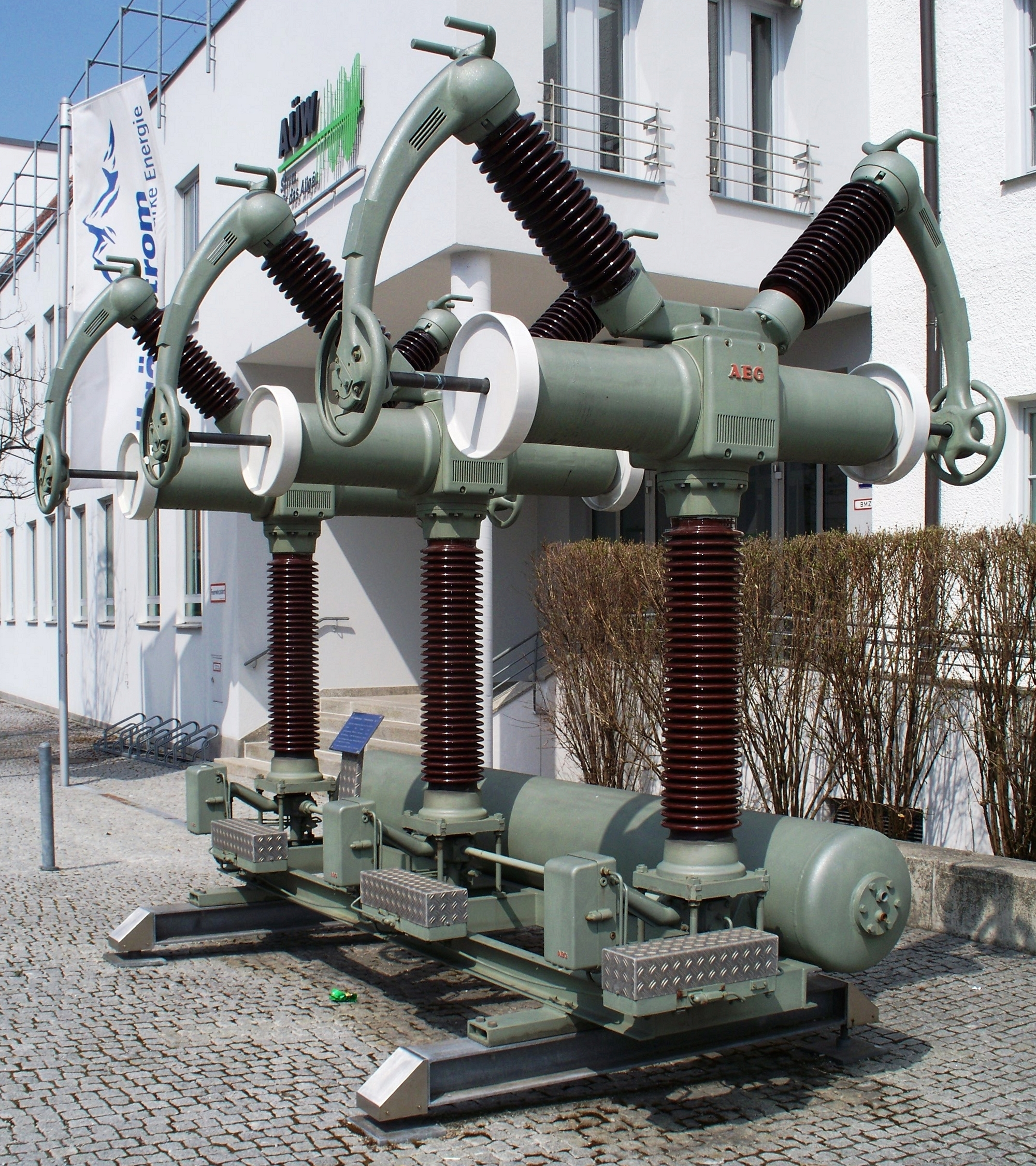
Magasfeszültségű kapcsoló (1970)

### Háztartási gépek és világítástechnika

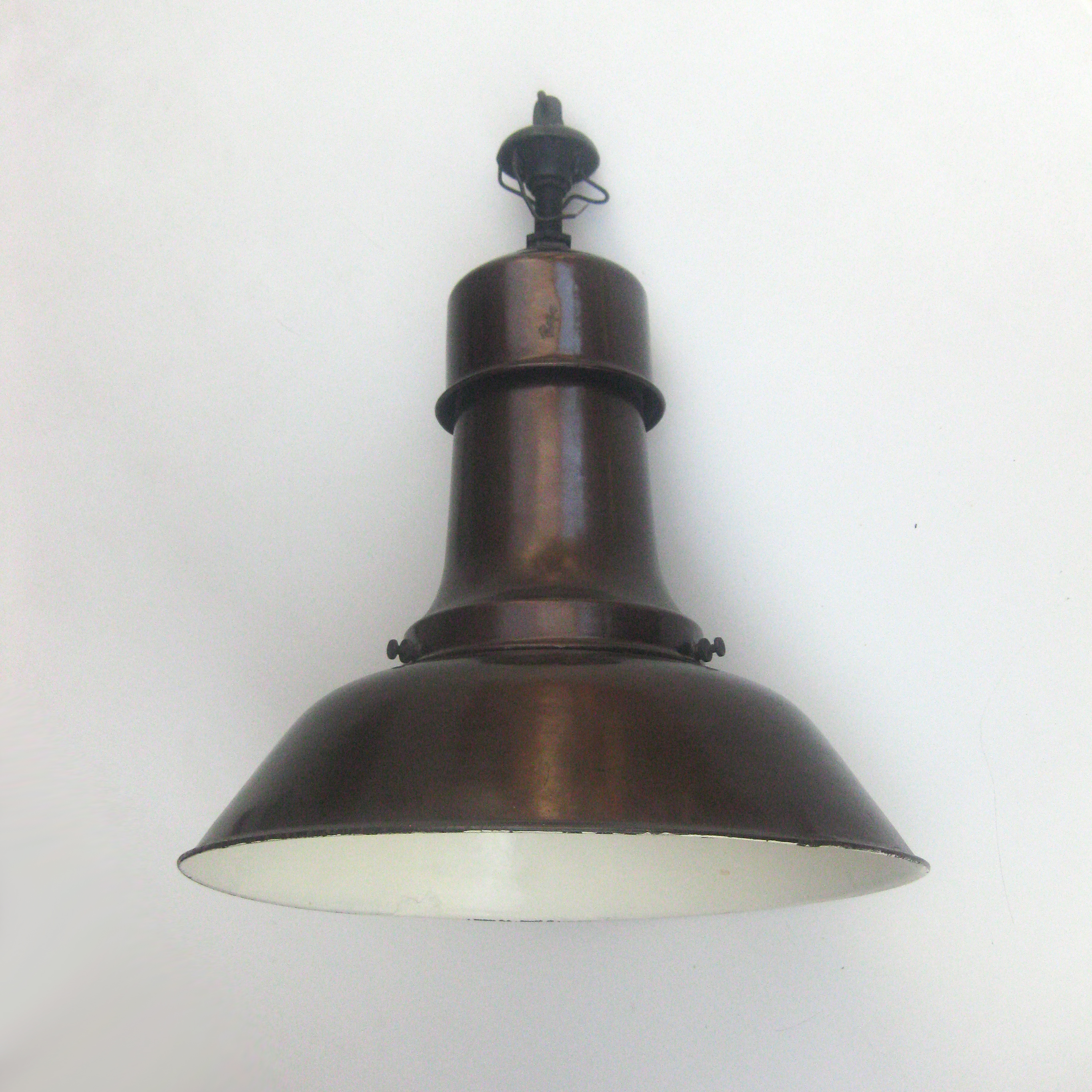
Ipari világítótest tervező: Peter Behrens
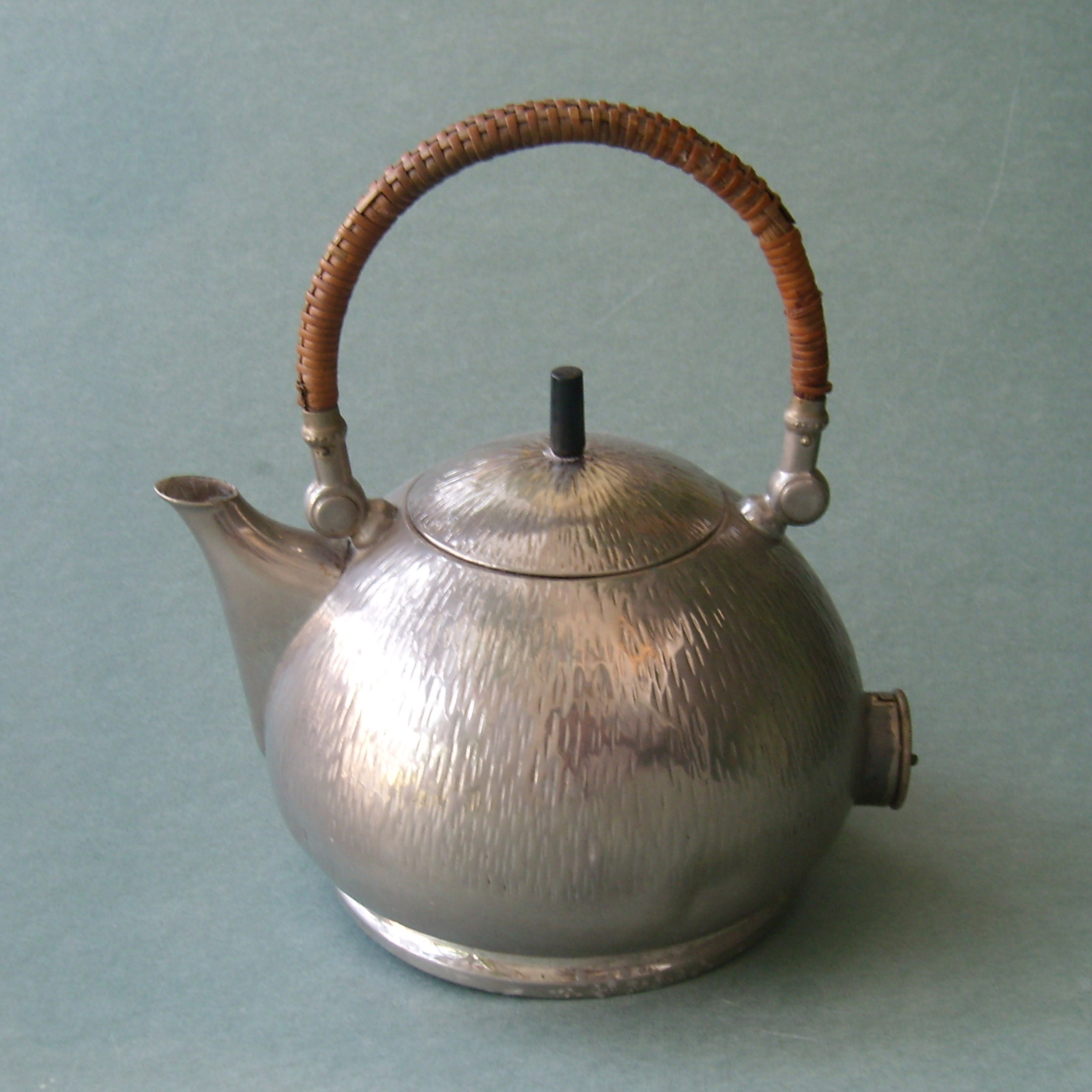
Vízmelegítő kanna (1909 körül) tervező: Peter Behrens
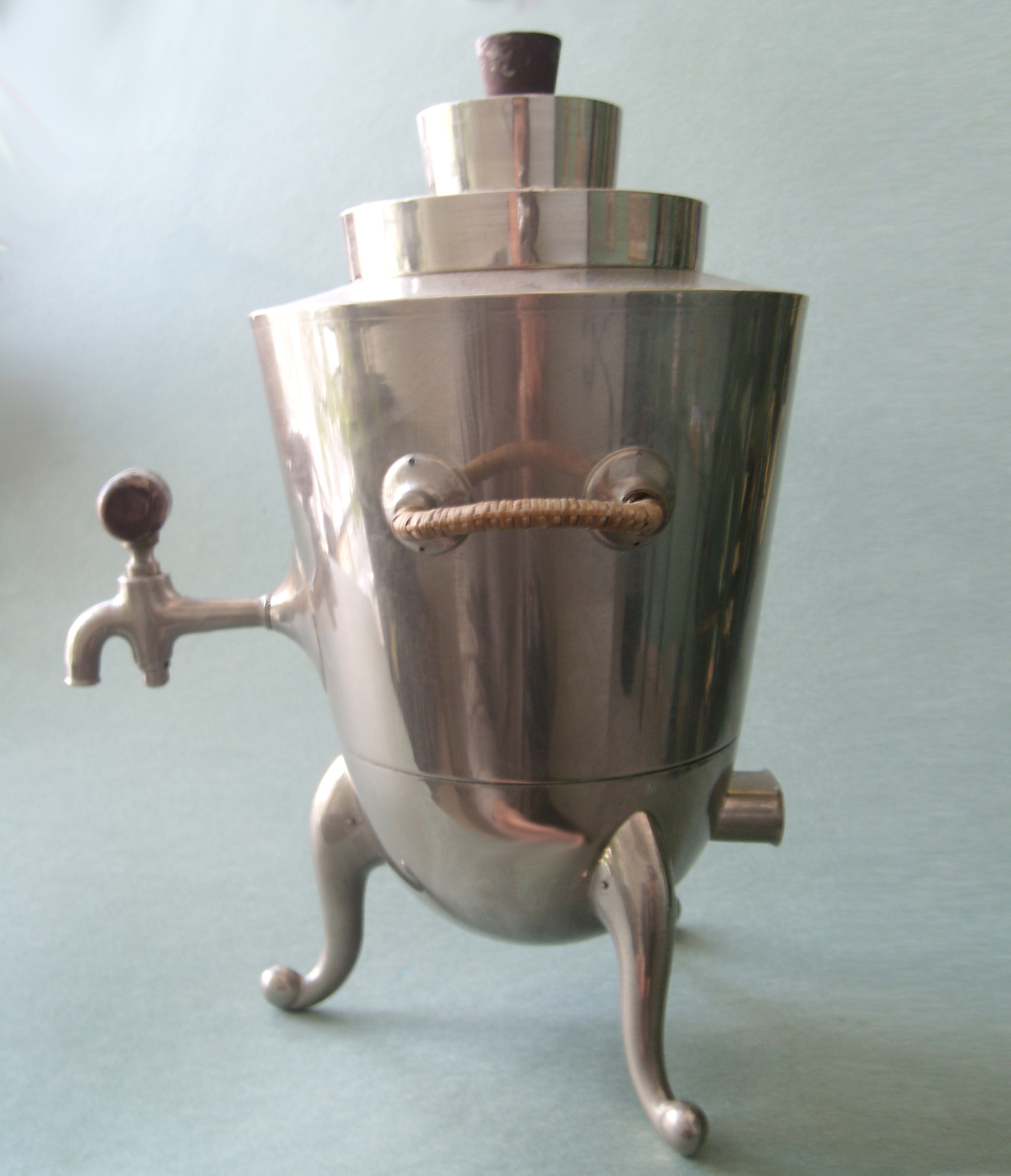
Kávéfőző (Perkolator)
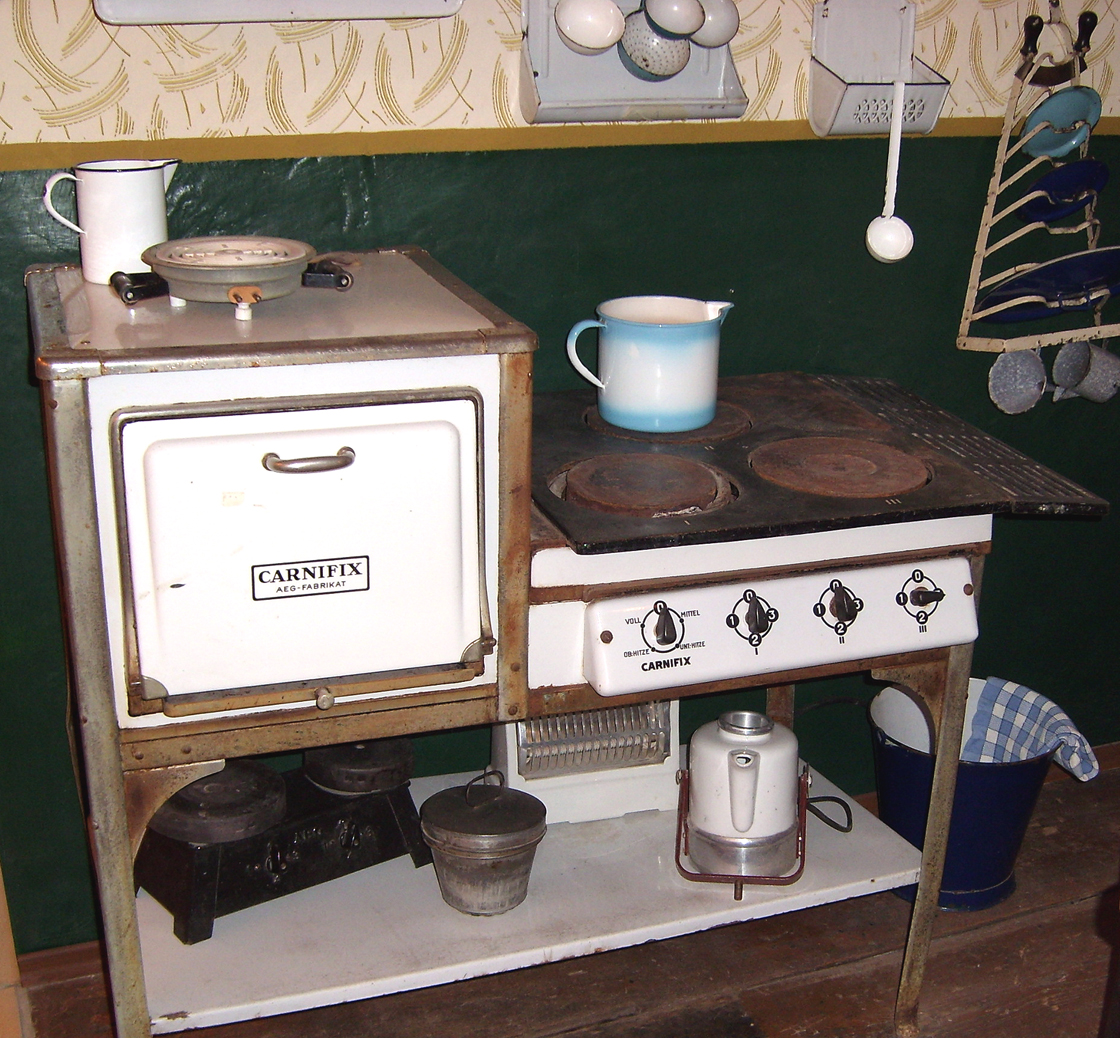
AEG-Elektromos tűzhely Carnifix
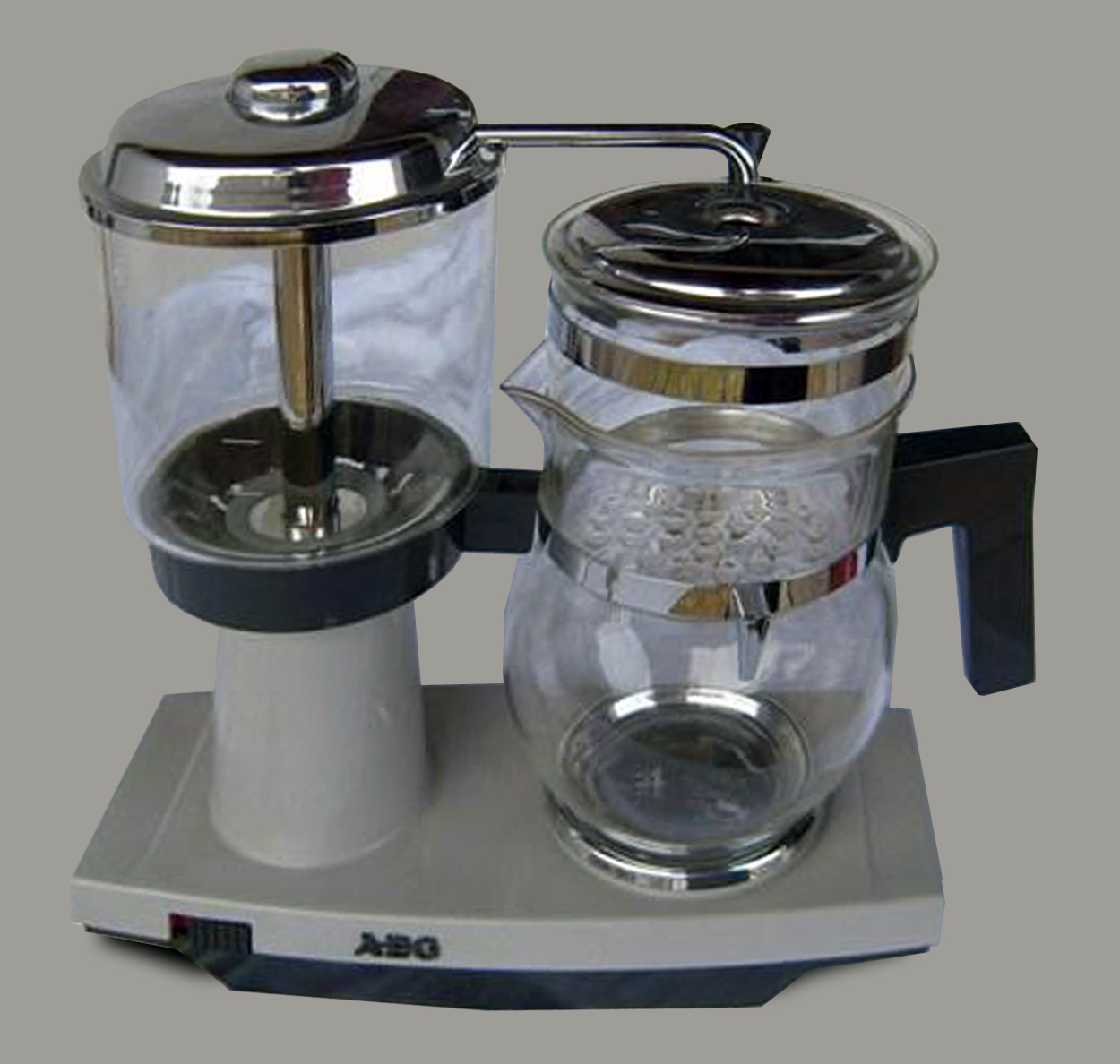
Wigomat-Kávéfőző, vertrieben az AEG-től
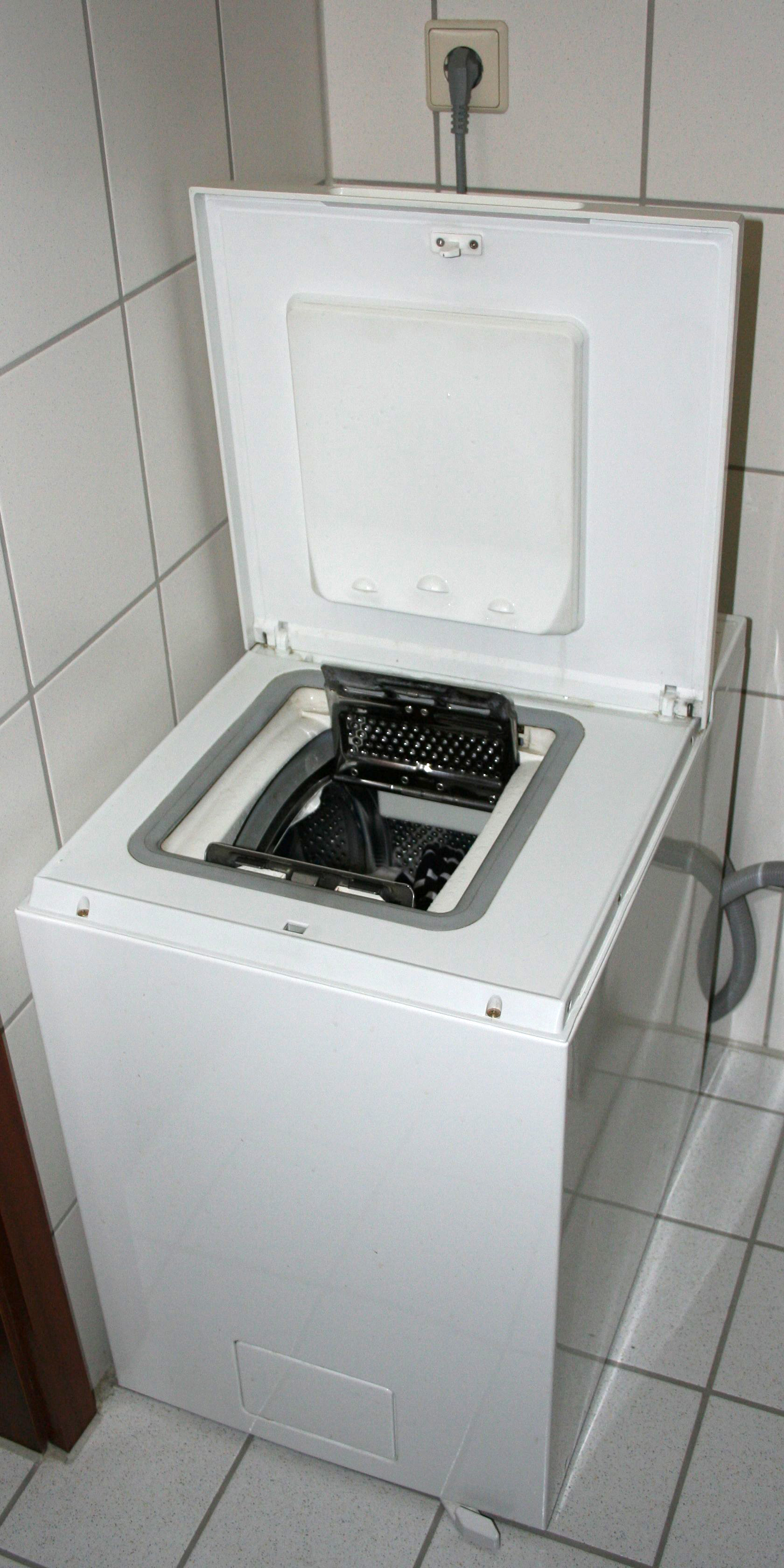
AEG Öko-Lavamat, kinyitva
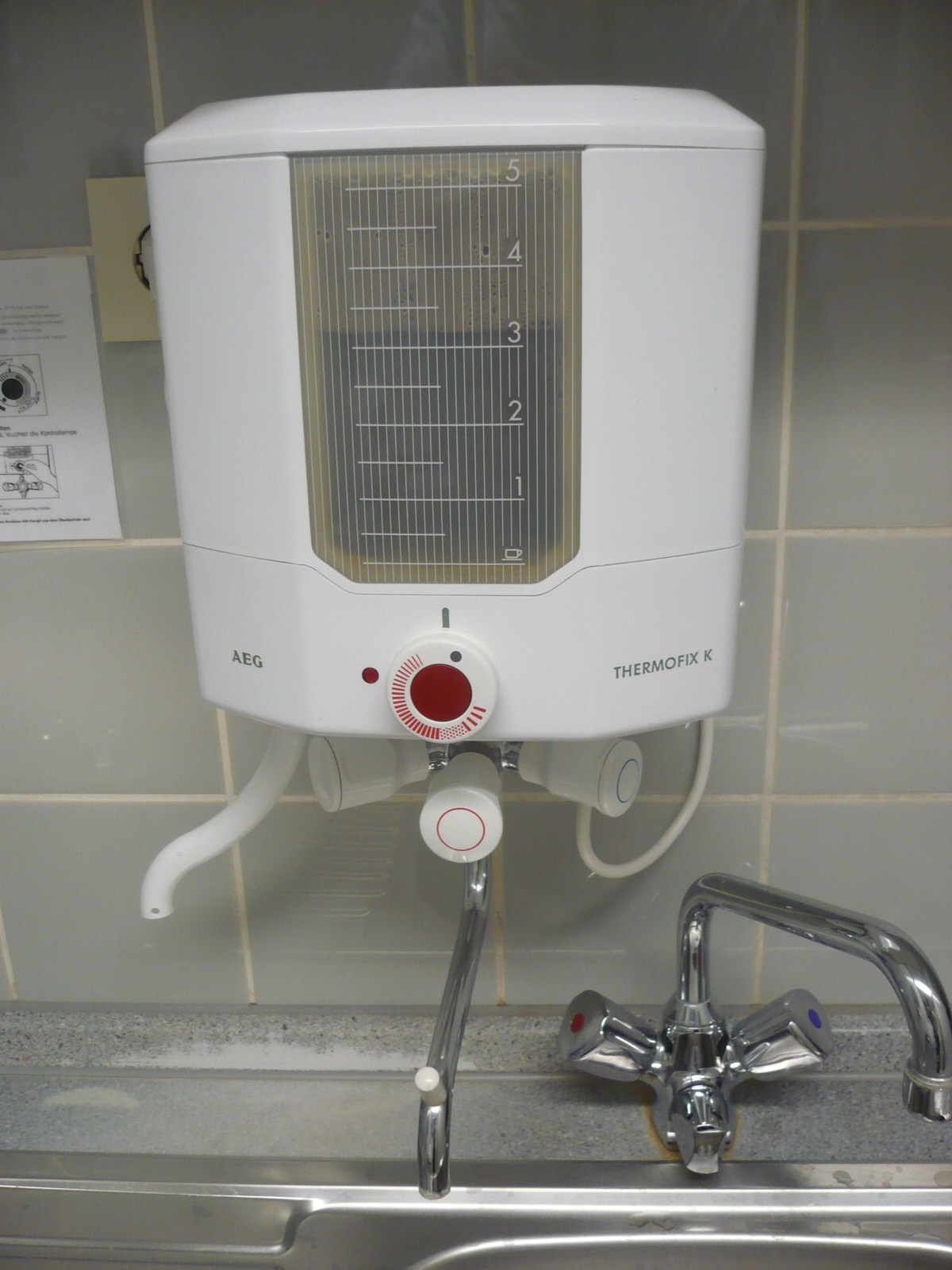
AEG Vízmelegítő Thermofix K

### Rádió- és hangtechnika

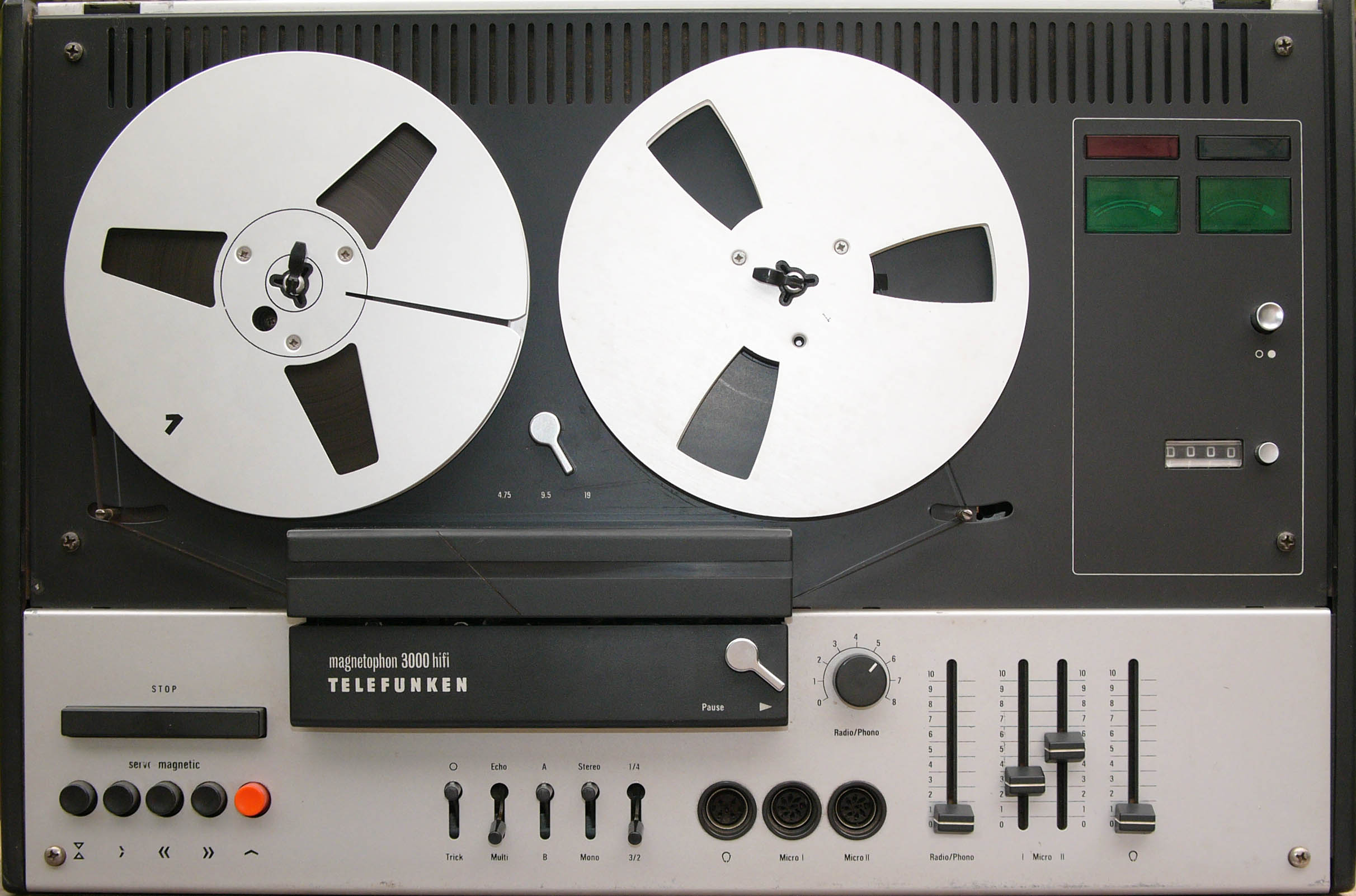
„Telefunken“ -Tonbandgerät 3000hifi (1973)
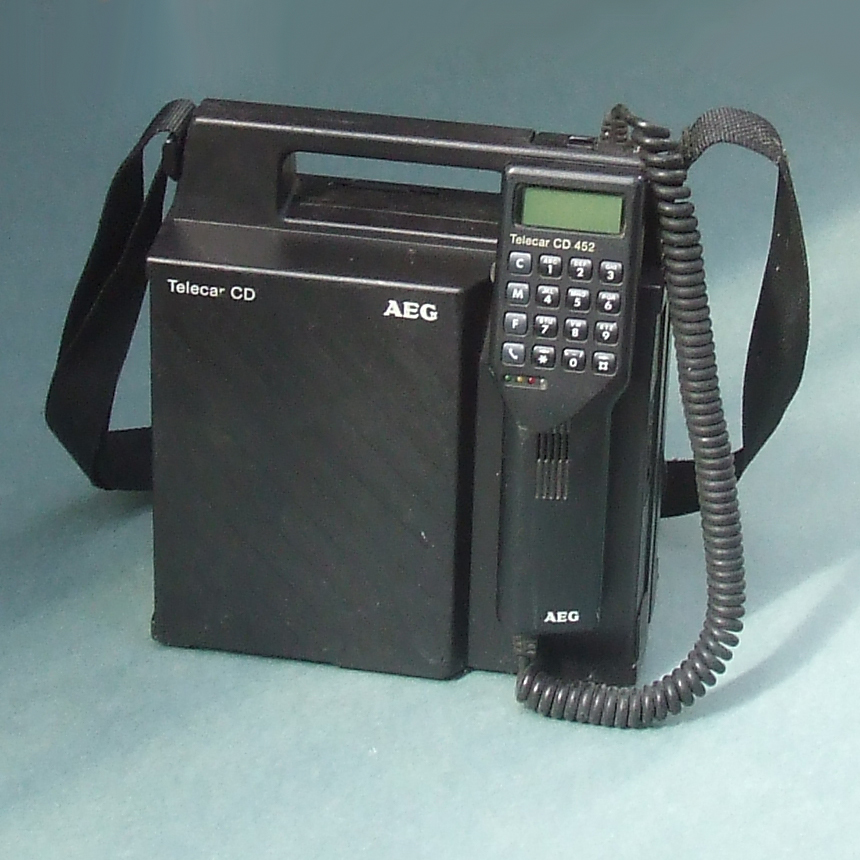
Autotelefon AEG Telecar

### Vasúti járművek
Mint a Studiengesellschaft für Elektrische Schnellbahnen alapító tagja az AEG és a Siemens & Halske már 1899 óta felelős volt a villamos vontatási és gyorsvasút vasúti kocsik fejlesztéséért. A csúcspont az volt a Königlich Preußischen Militär-Eisenbahn tesztpályáján Marienfelde és Zossen között 1903 október 28-án az AEG váltóáramú villamos motorkocsija 210 km/h vasúti jármű sebességrekordot állított fel , mely több mint 30 évig élt.
Miután 1911-ben a Preußischen ES 2 elkészítette az AEG a 20. században befejezte a fejlesztés és számos villamos mozdonyhoz gyártott elektromos részt Németországban. Ezen felül számos gőzmozdony készült az AEG gyáraiban. 1931-ben az AEG-től átveszi a mozdonygyártást a berlini Borsig és átkerül az egész mozdonygyártás a hennigsdorfi gyárba (a Borsig Lokomotiv-Werke GmbH leányvállalata). Ehhez jött még 1936-ban a Wildau-i gyár. A háború után, 1948-tól, az akkor már NDK-hoz tartozó hennigsdorfi gyár VEB Lokomotivbau Elektrotechnische Werke „Hans Beimler“ Hennigsdorf (LEW), a wildaui gyár pedig„LOWA-Lokomotivbau Wildau VEB“. Az 1954-ig még továbbra is folyó kis számú gőzmozdonygyártás mellett ott számos villamos mozdonyt gyártottak a keletnémet Reichsbahnnak és külföldnek.

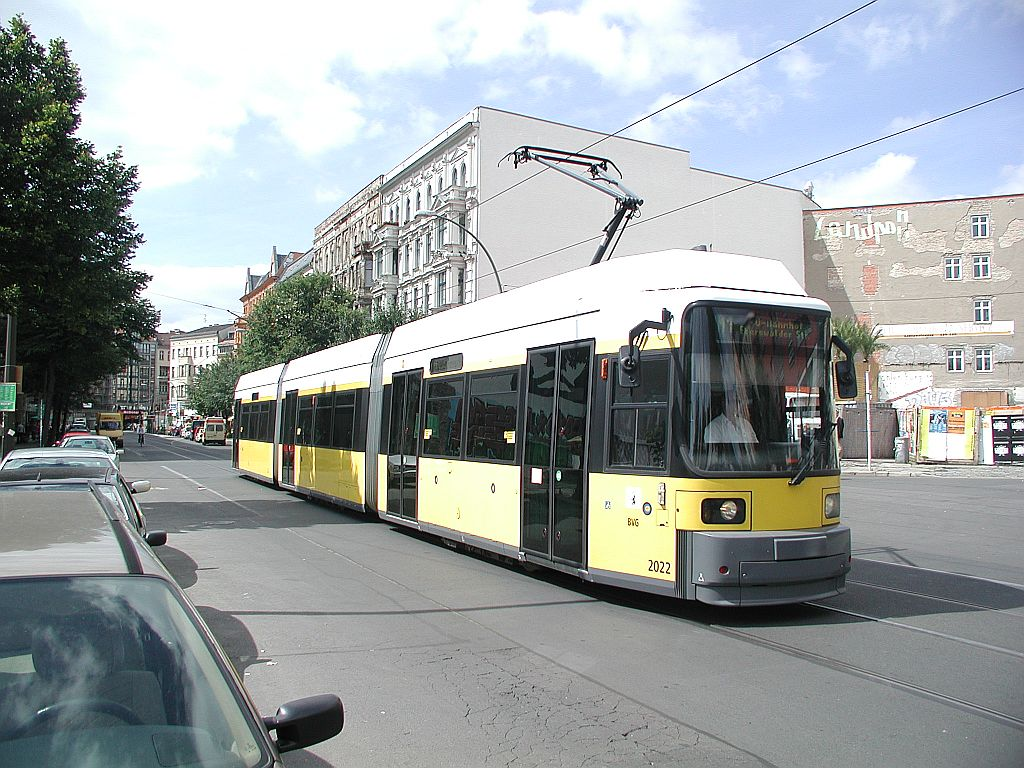
AEG-villamos
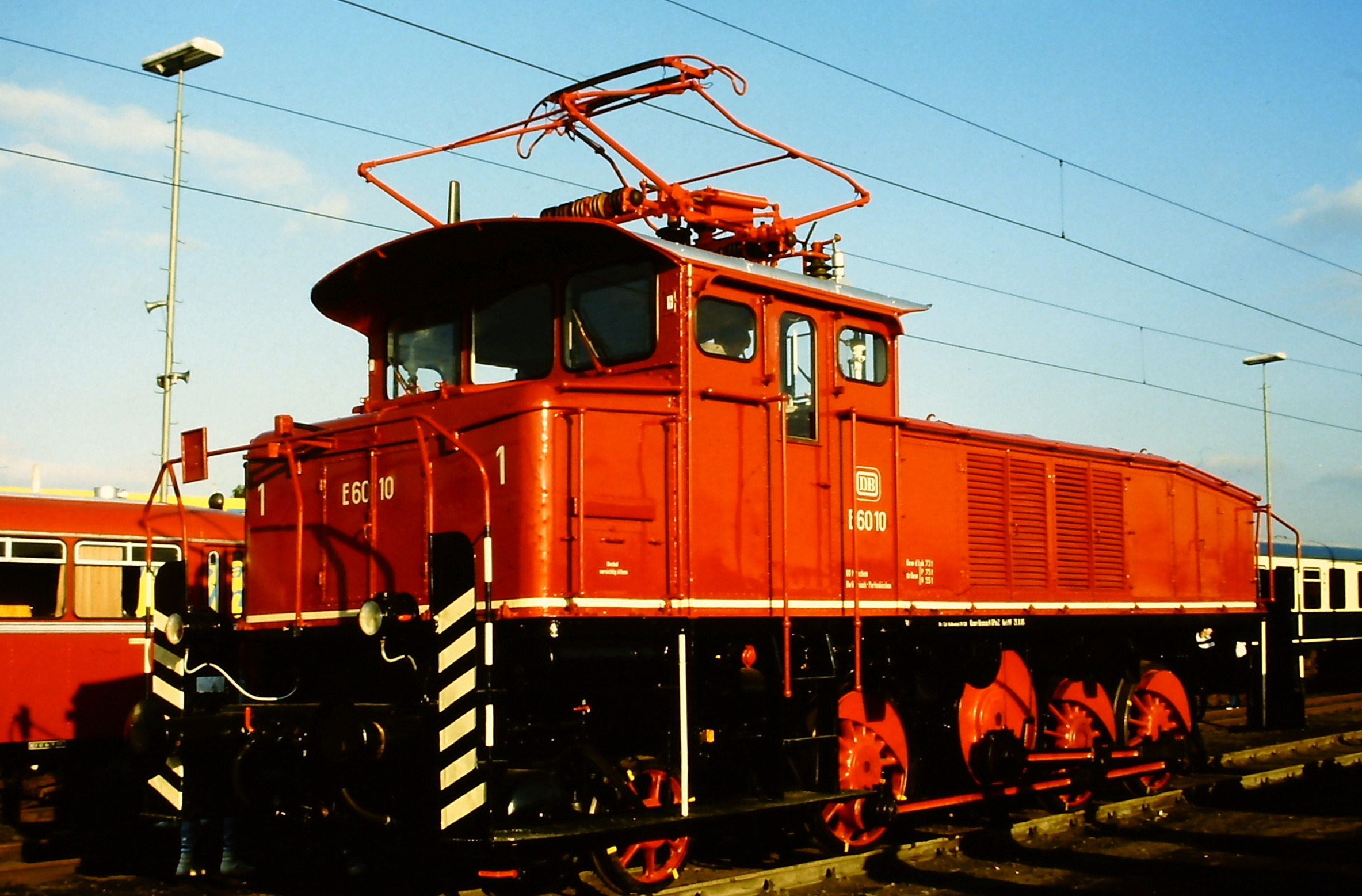
E 60 10
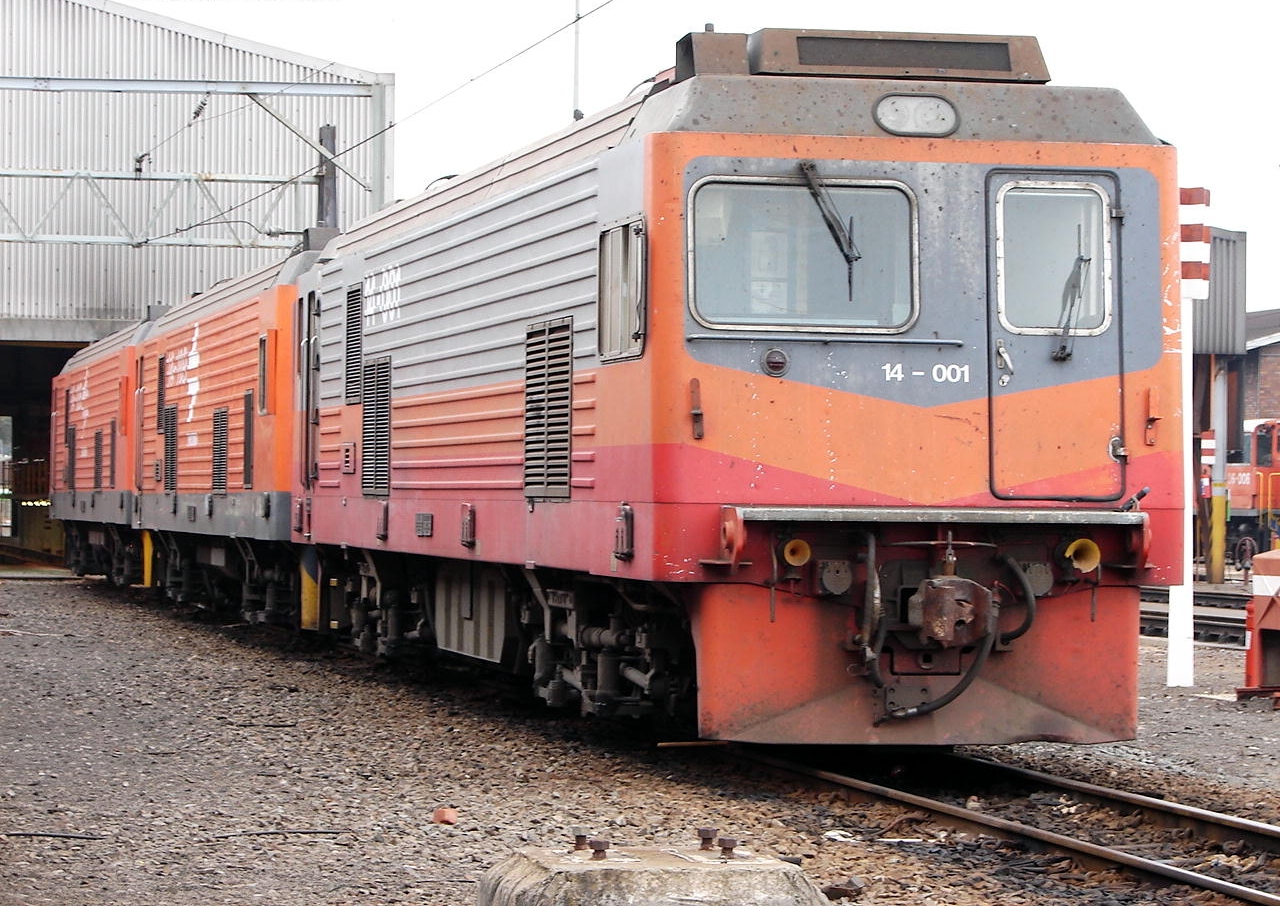
AEG-mozdony Dél-Afrikában
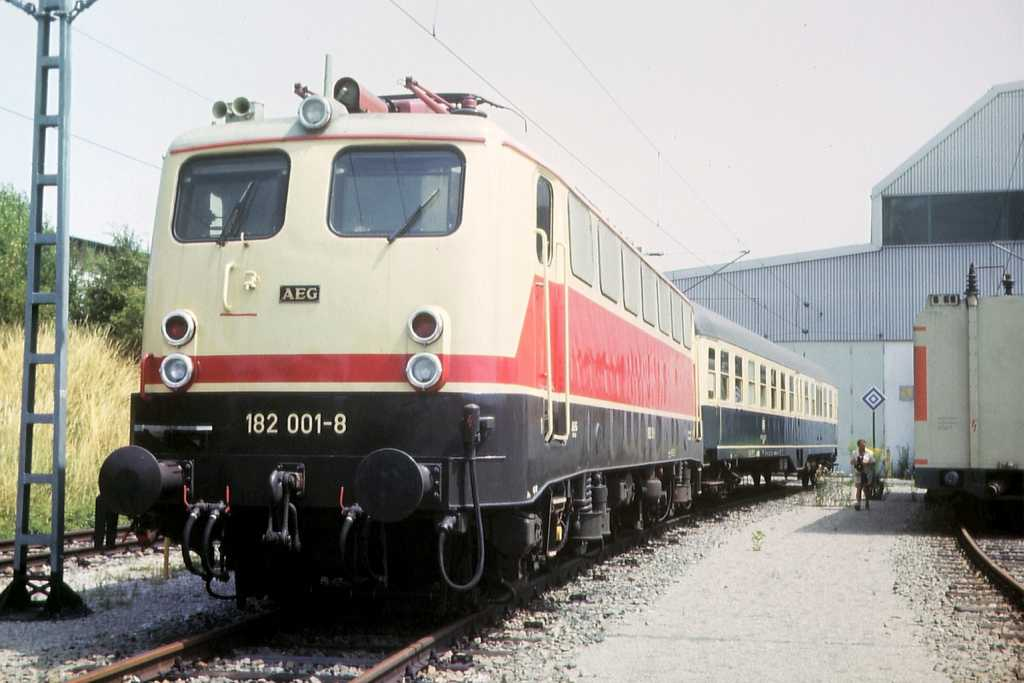
AEG-kísérleti vontató 182 001
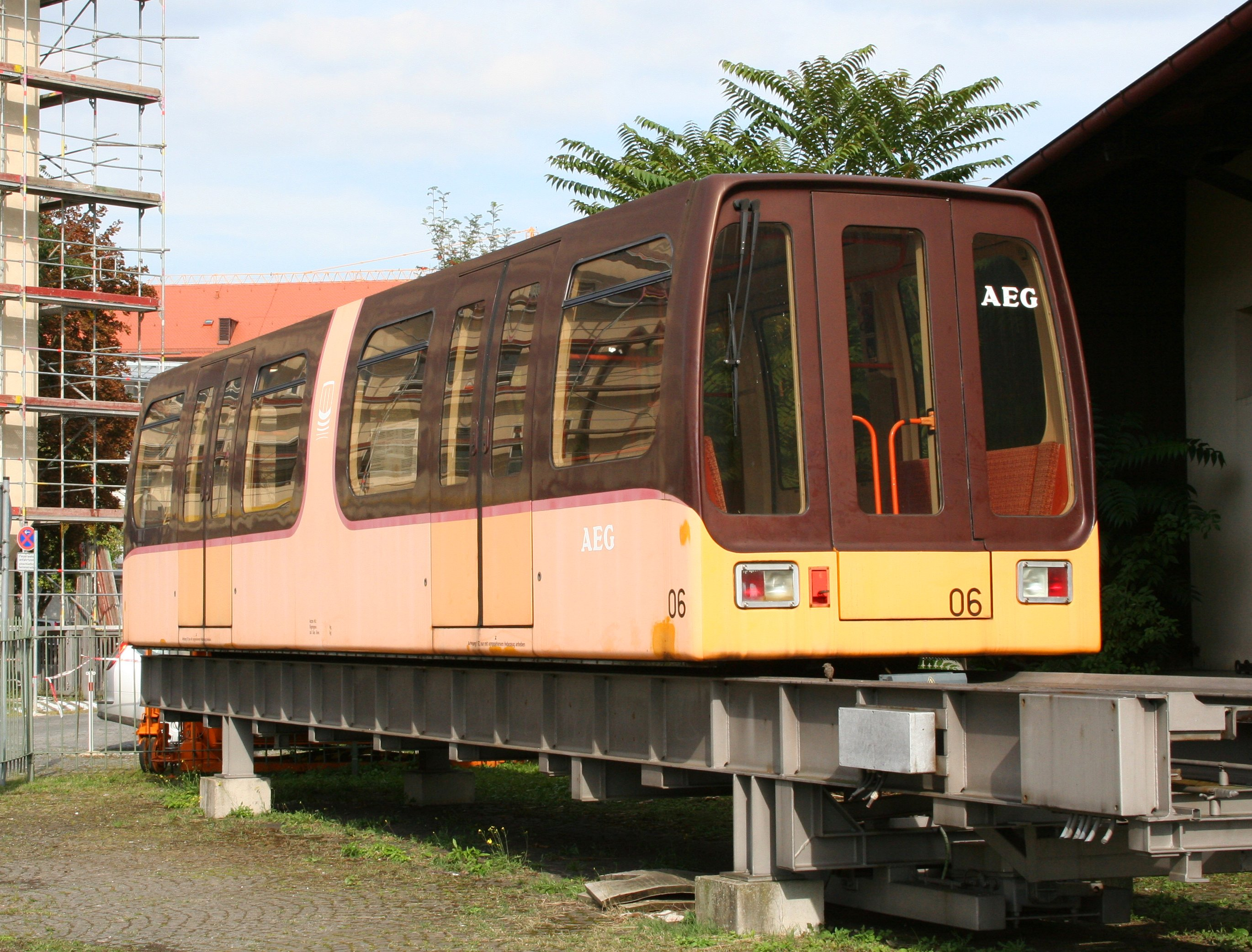
M-Bahn Nürnbergi múzeumban

### Filmvetítők
Az AEG hosszú időn át gyártott filmvetítőgépeket
- Stillstandsmaschine 1919 Projektor 35 mm
- Theatermaschine 1920 Projektor 35 mm
- Triumphator I–III 1924–1935 Projektor 35 mm ACR 0710
- Successor (Lehrmeister) 1925–1935 Projektor 35 mm
- Kofferkino 1927 encased Projektor 35 mm
- Lehrmeister 1929 Projektor 35 mm ACR 0709 (Leitz)
- Mechau Modell 4 1929–1934 Projektor 35 mm
- Euro K 1938–1942 Projektor 35 mm
- Euro M 1936 Projektor 35 mm
- Euro G 1938 Projektor 35 mm, Interlock-Version (G-MB)
- Euro M2 1939–1944 Projektor 35 mm

## Fordítás
Ez a szócikk részben vagy egészben  az   AEG című német Wikipédia-szócikk fordításán alapul.  Az eredeti cikk szerkesztőit annak laptörténete sorolja fel. Ez a jelzés csupán a megfogalmazás eredetét és a szerzői jogokat jelzi, nem szolgál a cikkben szereplő információk forrásmegjelöléseként.